# بریتانیای کبیر در المپیک تابستانی ۲۰۲۴
کاروان المپیکی بریتانیای کبیر، (همچنین به عنوان تیم GB یا کاروان المپیکی بریتانیای کبیر و ایرلند شمالی شناخته می‌شود)، کاروان اتحادیه المپیک بریتانیا بود که معرف پادشاهی متحد است. این کاروان یکی از کاروان‌های شرکت‌کننده در بازی‌های المپیک تابستانی ۲۰۲۴ بود. این دوره از بازی‌ها، از ۲۶ ژوئیه تا ۱۱ اوت ۲۰۲۴ (۵ تا ۲۱ امرداد ۱۴۰۳ خورشیدی) به میزبانی پاریس، پایتخت فرانسه برگزار شد. کاروان بریتانیا متشکل از ۳۲۷ ورزشکار (شامل ۱۷۲ زن و ۱۵۵ مرد) بود و ۷۳ مدال‌آور پیشین بازی‌های المپیک را در خود جای داده بود. این کاروان شامل تمامی ورزشکاران پادشاهی متحد که شامل ایرلند شمالی (شهروندان این سرزمین این حق را دارند که در بازی‌های المپیک، با ملیت بریتانیا یا ایرلند حاضر شوند) می‌شود. به پیوست این ورزشکاران، برخی از ورزشکاران سرزمین‌های فرادریایی بریتانیا نیز در این کاروان حاضر بودند.
کاروان بریتانیای کبیر به همراه استرالیا، فرانسه، یونان و سوئیس در تمامی ادوار نوین المپیک شرکت کرده‌اند و بریتانیا تنها کشوری است که در تمامی ادوار دست‌کم یک مدال طلا کسب کرده است. در سومین روز این دوره از بازی‌ها، روند کسب مدال طلای پیاپی استمرار یافت؛ جایی که رز کنتر، لورا کالت و تام مک‌ایون در سوارکاری در ماده اونتینگ تیمی توانستند مدال طلا را کسب کنند. نخستین مدال این کاروان را اسکارت نیو ینسن و یاسمین هارپر با کسب مدال برنز در تخته‌پرش ۳ متر هماهنگ زنان در صبح نخستین روز المپیک کسب کردند؛ نخستین مدال هماهنگ کسب شده توسط ورزشکاران زن بریتانیایی در المپیک، و یکی از پنج مدال کسب شده در شیرجه توسط این کاروان.
در طول بازی‌ها، با مدال طلای توبی رابرتز در ماده ترکیبی مردان، کاروان بریتانیا نخستین مدال تاریخ خود در ورزش سنگ‌نوردی و با مدال نقره‌ی کیت شورتمن و ایزابل تورپ در دوئت زنان، نخستین مدال در شنای موزون را به دست آوردند. 
در عین حال، دوچرخه‌سوار مسیر بریتانیایی، اما فینوکن پس از مری رند در المپیک  توکیو ۱۹۶۴، نخستین ورزشکار زن بریتانیایی شد که در یک دوره از المپیک موفق به کسب سه مدال می‌شود.
روئینگ با سه مدال طلا، و دوچرخه‌سواری با مجموع ۱۱ مدال، بهترین تیم‌های کاروان بریتانیا در پاریس بودند. کاروان بریتانیا همچنین سه مدال در سه‌گانه در سه رویداد گوناگون به‌دست آورد که شامل یک مدال طلا می‌شد، و پنج مدال شامل دو مدال طلا در شش ماده گوناگون سوارکاری را کسب کرد . بدین ترتیب تمامی اعضای تیم سوارکاری بریتانیا و همه به جز یکی از اعضای تیم سه‌گانه، مدال‌های خود را به گردن آویختند. ورزشکاران بریتانیایی در تمام چهار رویداد ولودروم تیمی، همه‌ی پنج ورزشگاه رله، همه‌ی چهار ماده هماهنگ شیرجه، همه‌ی سه رویداد تیمی سوارکاری و هر هشت قایق روئینگ، سه‌گانه‌ی مختلط امدادی و همچنین دومین مدال طلا در شنای ماده ۴ نفره ۲۰۰ متر امدادی آزاد دقیقا مانند دوره قبلی در توکیو موفق به کسب مدال شدند، دستاوردی که تاکنون در ادوار گذشته المپیک توسط این کاروان در بخش شنا تکرار نشده بود.
شمار قابل توجهی از ورزشکاران مدال‌آور بریتانیا در دوره‌های پیشین در این دوره بازنشسته شدند. تام دیلی با کسب رکورد جدیدش که کسب پنجمین مدال در ادوار گوناگون المپیک در بخش تخته پرش ۱۰ متر هماهنگ بود، که به همراه نوا ویلیامز مدال برنز کسب کرد. نوا ویلیامز نیز بعدتر به سومین بریتانیایی تبدیل شد که در بخش انفرادی پلتفرم موفق به کسب مدال شده بود. اندی ماری تنیسور شهیر بریتانیایی که در تنیس انفرادی به موفقیتی دست نیافت اما در بخش دو نفره به همراه دانیل اوانس به بخش یک‌چهارم نهایی راه یافت، و ژیمناست شش مداله‌ی بریتانیایی، مکس ویتلوک که در آخرین المپیک خود در هر دو بخش پرس خرک و تیمی، به مقام چهارم دست یافت.
روی هم رفته ۶۵ مدال رنگارنگ برای این کاروان به‌‌دست آمد که از دید شمارش، سومین کشور پس از ایالات متحده و چین به حساب می‌رود. آنها در این دوره بهتر از توکیو ۲۰۲۰ عمل کردند و با کسب چهارده مدال طلا، کمترین مدال را از آتن ۲۰۰۴ کسب کردند و در رتبه‌بندی کلی این دوره به مقام هفتم نائل آمدند.

## مدال‌آوران
| مدال | ورزشکار | ورزش             | رویداد                           | تاریخ    |
| ---- | --- | ---------------- | -------------------------------- | -------- |
| طلا  | رز کنتر لورا کالت تام مک‌ایون                                                                                        | سوارکاری         | اونتینگ تیمی                     | ۲۹ ژوئیه |
| طلا  | تام پیدکوک | دوچرخه‌سواری      | کراس کانتری مردان                | ۲۹ ژوئیه |
| طلا  | ناتان هالس | تیراندازی        | تراپ مردان                       | ۳۰ ژوئیه |
| طلا  | متیو ریچاردز دانکن اسکات توماس دین جیمز گای کیرن برد جک مک‌میلان                                                     | شنا              | ۴ نفره امدادی آزاد ۲۰۰ متر مردان | ۳۰ ژوئیه |
| طلا  | الکس یی | سه‌گانه           | سه‌گانه مردان                     | ۳۱ ژوئیه |
| طلا  | لورن هنری هانا اسکوت لولا اندرسون جورجینا بریشو                                                                     | روئینگ           | چهار پارو زنان                   | ۳۱ ژوئیه |
| طلا  | امیلی کریگ ایموجن گرانت                                                                                             | روئینگ           | سبک‌وزن دونفره دو پارو زنان       | ۲ اوت    |
| طلا  | براینی پیج | ژیمناستیک        | ترامپولین زنان                   | ۲ اوت    |
| طلا  | اسکات براش بن مار هری چارلز                                                                                         | سوارکاری         | پرش تیمی                         | ۲ اوت    |
| طلا  | شولتو کارنگی روری گیبز مورگان بولدینگ جیکوب دوسون چارلز الویس توماس دیگبی جیمز رادکین توماس فورد هری برایتمور (cox) | روئینگ           | هشت‌نفره مردان                    | ۳ اوت    |
| طلا  | سوفی کیپول کیتی مارچانت اما فینوکن                                                                                  | دوچرخه‌سواری      | سرعت تیمی زنان                   | ۵ اوت    |
| طلا  | کیلی هاجکینسون | دو و میدانی      | ۸۰۰ متر زنان                     | ۵ اوت    |
| طلا  | الی آلدریج | قایقرانی بادبانی | کایت زنان                        | ۸ اوت    |
| طلا  | توبی رابرتز | سنگ‌نوردی         | ترکیبی مردان                     | ۹ اوت    |
| نقره | آنا هندرسون | دوچرخه‌سواری      | تایم تریال جاده زنان             | ۲۷ ژوئیه |
| نقره | آدام پیتی | شنا              | قورباغه ۱۰۰ متر مردان            | ۲۸ ژوئیه |
| نقره | تام دیلی نوا ویلیامز                                                                                                | شیرجه            | تخته‌پرش ۱۰ متر هماهنگ            | ۲۹ ژوئیه |
| نقره | آدام بورجس | قایقرانی         | کانو یک‌نفره اسلالوم مردان        | ۲۹ ژوئیه |
| نقره | متیو ریچاردز | شنا              | ۲۰۰ متر آزاد مردان               | ۲۹ ژوئیه |
| نقره | کیرن رایلی | دوچرخه‌سواری      | BMX آزاد مردان                   | ۳۱ ژوئیه |
| نقره | هلن گلوور ازمی بوث سامانتا ردگریو ربکا شورتن                                                                        | روئینگ           | چهارنفره زنان                    | ۱ اوت    |
| نقره | اولیور وین-گریفیت توماس جورج                                                                                        | روئینگ           | دونفره مردان                     | ۲ اوت    |
| نقره | بن پرواد | شنا              | ۵۰ متر ازاد مردان                | ۲ اوت    |
| نقره | دانکن اسکات | شنا              | ۲۰۰ متر انفرادی امدادی مردان     | ۲ اوت    |
| نقره | آمبر روتر | تیراندازی        | اسکیت زنان                       | ۴ اوت    |
| نقره | تامی فلیتوود | گلف              | انفرادی مردان                    | ۴ اوت    |
| نقره | جو کلارک | قایقرانی         | کایاک کراس اسلالوم مردان         | ۵ اوت    |
| نقره | جک کارلین اد لو هیمیش ترنبول                                                                                        | دوچرخه‌سواری      | سرعت تیمی مردان                  | ۶ اوت    |
| نقره | جاش کر | دو و میدانی      | ۱۵۰۰ متر مردان                   | ۶ اوت    |
| نقره | متیو هادسون-اسمیت                                                                                                   | دو و میدانی      | ۴۰۰ متر مردان                    | ۷ اوت    |
| نقره | ایتن هیتر دنیل بیگم ایتان ورنون چارلی تنفیلد الیور وود                                                              | دوچرخه‌سواری      | تعقیبی تیمی مردان                | ۷ اوت    |
| نقره | النور بارکر نئا اونز                                                                                                | دوچرخه‌سواری      | مدیسون زنان                      | ۹ اوت    |
| نقره | دینا اشر اسمیت دزیره هنری (h) امی هانت ایمانی لارا-لنسیکوت داریل نیتا بیانکا ویلیامز (h)                            | دو و میدانی      | ۴ نفره ۱۰۰ متر امدادی زنان       | ۹ اوت    |
| نقره | کاتارینا جانسون-تامپسون                                                                                             | دو و میدانی      | هفت‌گانه زنان                     | ۹ اوت    |
| نقره | کیت شورتمن ایزابل تورپ                                                                                              | شنای موزون       | دوئت زنان                        | ۱۰ اوت   |
| نقره | کیدن کونینگهام | تکواندو          | ۸۰+ کیلوگرم مردان                | ۱۰ اوت   |
| برنز | یاسمین هارپر اسکارت نیو ینسن                                                                                        | شیرجه            | تخته‌پرش ۳ متر همگام زنان         | ۲۷ ژوئیه |
| برنز | کیمبرلی وودز | قایقرانی         | کایاک یک‌نفره اسلالوم زنان        | ۲۸ ژوئیه |
| برنز | لورا کالت | سوارکاری         | اونتینگ انفرادی                  | ۲۹ ژوئیه |
| برنز | بث پاتر | سه‌گانه           | سه‌گانه زنان                      | ۳۱ ژوئیه |
| برنز | آندریا اسپندولینی-سیریکس لوئیس تولسن                                                                                | شیرجه            | تخته‌پرش ۱۰ متر همگام زنان        | ۳۱ ژوئیه |
| برنز | بکی وایلد ماتیلدا هاجکینز-برن                                                                                       | روئینگ           | دو پارو زنان                     | ۱ اوت    |
| برنز | الیور ویلکز دیوید آمبلر مت آلدریج فردی داویدسون                                                                     | روئینگ           | چهارنفره مردان                   | ۱ اوت    |
| برنز | آنتونی هاردینگ جک لایر                                                                                              | شیرجه            | تخته‌پرش ۳ متر هماهنگ مردان       | ۲ اوت    |
| برنز | هایدی لونگ روئن مک‌کلر هولی دانفورد امیلی فورد لورن اروین ایو استوارت هریت تیلور آنی کمپل-اورد هنری فیلدمن (cox)     | روئینگ           | هشت‌نفره زنان                     | ۳ اوت    |
| برنز | اما ویلسون | قایقرانی بادبانی | iQFoil زنان                      | ۳ اوت    |
| برنز | شارلوت فرای کارل هستر بکی مودی                                                                                      | سوارکاری         | درساژ تیمی                       | ۳ اوت    |
| برنز | جیک جارمن | ژیمناستیک        | فلوره مردان                      | ۳ اوت    |
| برنز | ساموئل ریردون لاویایی نیلسن الکس هایدوک-ویلسون امبر آنینگ نیکول یرگین (h)                                           | دو و میدانی      | ۴ نفره ۴۰۰ متر امدادی مختلط      | ۳ اوت    |
| برنز | شارلوت فرای | سوارکاری         | درساژ انفرادی                    | ۳ اوت    |
| برنز | هری هپوورث | ژیمناستیک        | پرش از خرک                       | ۴ اوت    |
| برنز | الکس یی جورجیا تیلور-براون سم دیکسون بث پاتر                                                                        | سه‌گانه           | سه‌گانه امدادی مختلط              | ۵ اوت    |
| برنز | کیمبرلی وودز | قایقرانی         | کایاک یک‌نفره اسلالوم زنان        | ۵ اوت    |
| برنز | اسکای براون | اسکیت‌برد         | پارک زنان                        | ۶ اوت    |
| برنز | لوئیس ریچاردسون | بوکس             | میان‌وزن مردان                    | ۶ اوت    |
| برنز | النور بارکر جوسی نایت آنا موریس جسیکا رابرتز                                                                        | دوچرخه‌سواری      | تعقیبی تیمی زنان                 | ۷ اوت    |
| برنز | اما فینوکن | دوچرخه‌سواری      | کایرین زنان                      | ۸ اوت    |
| برنز | جرمایا آزو لویی هینچلیف زارنل هیوز ریچارد کیلتی (h) ناتانیل میچل-بلیک                                               | دو و میدانی      | ۴ نفره ۱۰۰ متر امدادی مردان      | ۹ اوت    |
| برنز | جک کارلین | دوچرخه‌سواری      | سرعت مردان                       | ۹ اوت    |
| برنز | نوا ویلیامز | شیرجه            | تخته‌پرش ۱۰ متر مردان             | ۱۰ اوت   |
| برنز | جورجیا بل | دو و میدانی      | ۱۵۰۰ متر زنان                    | ۱۰ اوت   |
| برنز | لوئیس دیوی چارلی دابسون توبی هریس (h) الکس هایدوک-ویلسون متیو هادسون-اسمیت ساموئل ریردون (h)                        | دو و میدانی      | ۴ نفره امدادی ۴۰۰ متر مردان      | ۱۰ اوت   |
| برنز | امبر آنینگ یمی مری جان (h) یانا کلی (h) لاویایی نیلسن لینا نیلسن (h) ویکتوریا اوهروگو جودی ویلیامز (h) نیکول یرگین  | دو و میدانی      | ۴نفره امدادی ۴۰۰ متر زنان        | ۱۰ اوت   |
| برنز | اما فینوکن | دوچرخه‌سواری      | سرعت زنان                        | ۱۱ اوت   |
| برنز | امیلی کمپل | وزنه‌برداری       | +۸۱ کیلوگرم زنان                 | ۱۱ اوت   |

## هدف‌گذاری مدال
UK Sport, به عنوان سازمانی که مسئول سرمایه‌گذاری پولی است که از لاتاری ملی و دولت در ورزش‌های المپیک و پارالمپیک در بریتانیا به دست می‌آید، هدف کاروان را کسب ۵۰ تا ۷۰ مدال در المپیک پاریس عنوان کرد.
| رویداد | هدف کسب مدال | مدال‌های ۲۰۱۲ | مدال‌های ۲۰۱۶ | مدال‌های ۲۰۲۰ | مدال‌های کسب کردند | هدف برآورده شد |
| ------ | ------------ | ------------ | ------------ | ------------ | ----------------- | -------------- |
| همه    | ۵۰-۷۰        | ۶۵           | ۶۷           | ۶۴           | ۶۵                | ✔              |

## شرکت‌کنندگان
| ورزش              | مردان | زنان | کل  |
| ----------------- | ----- | ---- | --- |
| تیراندازی با کمان | ۳     | ۳    | ۶   |
| شنای موزون        | ۰     | ۲    | ۲   |
| دو و میدانی       | ۲۹    | ۳۴   | ۶۳  |
| بدمینتون          | ۲     | ۱    | ۳   |
| بوکس              | ۳     | ۳    | ۶   |
| قایقرانی          | ۲     | ۲    | ۴   |
| دوچرخه‌سواری       | ۱۵    | ۱۵   | ۳۰  |
| شیرجه             | ۶     | ۵    | ۱۱  |
| سوارکاری          | ۴     | ۵    | ۹   |
| هاکی روی چمن      | ۱۶    | ۱۶   | ۳۲  |
| گلف               | ۲     | ۲    | ۴   |
| ژیمناستیک         | ۶     | ۷    | ۱۳  |
| جودو              | ۰     | ۵    | ۵   |
| پنج‌گانه مدرن      | ۲     | ۲    | ۴   |
| روئینگ            | ۲۰    | ۲۲   | ۴۲  |
| راگبی ۷ نفره      | ۰     | ۱۲   | ۱۲  |
| قایقرانی بادبانی  | ۷     | ۷    | ۱۴  |
| تیراندازی         | ۳     | ۳    | ۶   |
| اسکیت‌برد          | ۱     | ۲    | ۳   |
| سنگ‌نوردی          | ۲     | ۲    | ۴   |
| شنا               | ۱۹    | ۱۴   | ۳۳  |
| تنیس روی میز      | ۱     | ۱    | ۲   |
| تکواندو           | ۲     | ۲    | ۴   |
| تنیس              | ۶     | ۲    | ۸   |
| سه‌گانه            | ۲     | ۳    | ۵   |
| وزنه‌برداری        | ۰     | ۱    | ۱   |
| کل                | ۱۵۳   | ۱۷۴  | ۳۲۷ |